# Tenuipalpus celtidis
Tenuipalpus celtidis är en spindeldjursart som beskrevs av Pritchard och Baker 1958. Tenuipalpus celtidis ingår i släktet Tenuipalpus och familjen Tenuipalpidae. Inga underarter finns listade i Catalogue of Life.